# Saint-Couat-d’Aude
Saint-Couat-d’Aude település Franciaországban, Aude megyében. Lakosainak száma 366 fő (2022. január 1.). Saint-Couat-d’Aude Douzens, Montbrun-des-Corbières, Moux, Puichéric és Roquecourbe-Minervois községekkel határos.

## Népesség
A település népessége az elmúlt években az alábbi módon változott:
| Lakosok száma | 350  | 286  | 286  | 341  | 408  | 409  | 404  | 387  | 381  | 366  |
|               | 1968 | 1982 | 1990 | 2006 | 2013 | 2015 | 2017 | 2019 | 2020 | 2022 |